# Tavastia Club
Tavastia Club (fiń: Tavastia-klubi) – popularny klub muzyczny znajdujący się w Helsinkach w Finlandii. Obecnie jest on własnością stowarzyszenia Hämäläis-Osakunta z Uniwersytetu Helsińskiego. Od 1991 klub był własnością prywatnego przedsiębiorstwa, które organizowało tu liczne wydarzenia kulturalne. Klub znajduje się w centrum miasta Helsinki, w dzielnicy Kamppi, należącej do ulicy Urho Kekkosen katu. Pojemność lokalu wynosi 700 miejsc.

## Historia
Budynek powstał w 1931 roku. Od samego początku był aktywnie wykorzystywany do organizacji wydarzeń kulturalnych. Były tu wystawiane sztuki teatralne oraz organizowane przyjęcia taneczne. W roku 1950 miejsce to stało się popularne za sprawą tańca. Zmieniono wówczas nazwę lokalu na Hämis. W latach 60. obiekt skupiał się bardziej na wydarzeniach związanych z muzyką rockową.
W roku 1970 klub otrzymał nazwę Tavastia Klubi. Ofertą obiektu były cotygodniowe wydarzenia związane z koncertami z kręgu muzyki jazz, disco oraz rock. Swoje pierwsze koncerty w latach 70. dawało tu wiele fińskich wykonawców, takich jak Hurriganes, Sleepy Sleepers, Wigwam oraz Dave Lindholm. W tym czasie, w klubie zaprezentowało się także wielu artystów zagranicznych, takich jak Tom Waits, John Lee Hooker czy Dr. Feelgood.
W latach 80. klub zyskał status miejsca bardzo popularnego na fińskiej scenie muzycznej. Wówczas swoje koncerty dawali tu między innymi Hanoi Rocks, Nico, Sir Douglas Quintet, The Fabulous Thunderbirds, Jason & The Scorchers, Dead Kennedys, The Ventures, Public Image Ltd, The Pogues oraz Nick Cave.
W latach 90. w klubie swoje występy dawało wielu znanych fińskich wykonawców, takich jak Don Huonot, Kingston Wall czy The 69 Eyes. Również wielu znanych zagranicznych wykonawców dawało tu swoje koncerty w ramach tras koncertowych, jak na przykład Paradise Lost, The Black Crowes, Ian Gillan, Alice in Chains, Screaming Trees, Accept, Marillion, Pride & Glory, Ramones, Bruce Dickinson, Type O Negative, Dream Theater, Machine Head, Anthrax, Dio, King Diamond, Mercyful Fate, Nightwish czy Bad Religion.
Jest jednym z najstarszych aktywnych europejskich klubów muzycznych.